# Baccia (Bisterza)
Baccia  (in sloveno Bač) è un insediamento nel comune di Bisterza. Questo villaggio di 462 abitanti è posto a nord-est del paese di Fontana del Conte nel Carso interno regione della Slovenia.
La chiesa locale dell'insediamento è dedicata a sant'Anna e appartiene alla parrocchia di Fontana del Conte.

## Origini del nome
Il nome Baccia (in sloveno Bač) è relativo al nome comune sloveno beč (che significa "cavità con sorgente"), che si riferisce al toponimo locale "condotto". La parola slava *bъťъ era stata presa in prestito dal vocabolo latino buttis (che vuol dire: botte) è anche l'origine dei toponimi sloveni Beč e Buč.